# Jaws Wired Shut
Jaws Wired Shut — дев’ятий епізод 13 сезону серіалу «Сімпсони». У США вийшов 27 січня 2002, в Україні у 2008 році.

## Сюжет
Сімпсони їдуть у кіно на новий фільм про Макбейна, проте замість фільму демонструються численні анонси і охоронець оголошує, що фільму не буде. Гомер обурюється цим і вибігає на сцену, вимагаючи показати фільм. На додаток Гомер б'є кулаком у екран і розбиває його. Охоронці біжать за Гомером, який втікає через задній хід і обманює їх, але поряд відкривається пам'ятник Дредеріку Тейтуму, що стоїть у позі удару. Гомер натикається на статую і ламає собі щелепу. Дредерік Тейтум приносить Гомера його родині і ті везуть Гомера у госпіталь.
У лікарні Доктор Гібберт оперує Гомера і надягає йому на голову скоби, щоб утримували щелепу у гіпсі. Гомер не може розмовляти протягом 3 тижнів. Для Гомера це справжній удар, хоча згодом він навчається спілкуватись з іншими за допомогою дошки. Мовчазний Гомер починає подобатися і родичам і друзям і усі вважають, що він позитивно змінився. За 3 тижні Гомер відчуває себе новою людиною, хоча не може їсти «габаритної» їжі, що дуже його розчаровує. А от Мардж починає відчувати одноманітність і вирішує зробити щось «класне» — узяти участь у змаганні з побиття машин — «Автозаврі».
На арені спершу Мардж вдається вибити зі змагання Отто зі шкільним автобусом, і вона відчуває винність у скоєному, та її раптом атакує інша машина, розбиваючи її лобове скло. Барт і Ліса ведуть Гомера на змагання, щоб побачити Мардж.
Барт купує собі пиво, але побачивши, що Мардж у біді і Гомерові треба її рятувати — віддає пиво Гомеру, який знаходить віслюка з карнавалу (на якому він їздив торік) і мчить до Мардж, але віслюк видихається і засинає. Автомобіль добиває машину Мардж, проте Гомер встигає її забрати. Сімпсони приходять додому і Мардж радіє, що їй більше ніколи не захочеться щось змінювати у житті, а Гомер може знову нормально розмовляти.